# Гравина-ди-Катанья
Гравина-ди-Катанья (итал. Gravina di Catania) — коммуна в Италии, располагается в регионе Сицилия, подчиняется административному центру Катания.
Население составляет 28 018 человек, плотность населения составляет 5462 чел./км². Занимает площадь 5 км². Почтовый индекс — 95030. Телефонный код — 095.
Покровителем коммуны почитается Антоний Падуанский. Праздник ежегодно празднуется 13 июня.